# Jacek Bierkowski
Jacek Marek Bierkowski (* 17. dubna 1948 Ruda Śląska, Polsko) je bývalý polský sportovní šermíř, který se specializoval na šerm šavlí. Polsko reprezentoval v sedmdesátých a osmdesátých letech. Na olympijských hrách startoval v roce 1976 a 1980 v soutěži jednotlivců a družstev. V roce 1975 obsadil druhé místo na mistrovství světa a v roce 1981 druhé místo na mistrovství Evropy v soutěži jednotlivců. S polským družstvem šavlistů vybojoval v roce 1979 a 1981 třetí místo na mistrovství světa.